# Manžan
Manžan este o localitate din comuna Koper, Slovenia, cu o populație de 407 locuitori.